# Box-office 1983 au Canada et aux États-Unis
Cet article traite du box-office de 1983 au Canada et aux États-Unis.

## Classement
| Rang | Titre                                     | Pays                                                       | Réalisateur        | Recettes      |
| ---- | ----------------------------------------- | ---------------------------------------------------------- | ------------------ | ------------- |
| 1.   | Star Wars, épisode VI : Le Retour du Jedi | États-Unis d'Amérique                                      | Richard Marquand   | 252 583 617 $ |
| 2.   | Tendres Passions                          | États-Unis d'Amérique                                      | James L. Brooks    | 108 423 489 $ |
| 3.   | Flashdance                                | États-Unis d'Amérique                                      | Adrian Lyne        | 92 921 203 $  |
| 4.   | Un fauteuil pour deux                     | États-Unis d'Amérique                                      | John Landis        | 90 404 800 $  |
| 5.   | Wargames                                  | États-Unis d'Amérique                                      | John Badham        | 79 567 667 $  |
| 6.   | Octopussy                                 | Royaume-Uni · États-Unis d'Amérique                        | John Glen          | 67 893 619 $  |
| 7.   | Le Retour de l'inspecteur Harry           | États-Unis d'Amérique                                      | Clint Eastwood     | 67 642 693 $  |
| 8.   | Staying Alive                             | États-Unis d'Amérique                                      | Sylvester Stallone | 64 892 670 $  |
| 9.   | Mr. Mom                                   | États-Unis d'Amérique                                      | Stan Dragoti       | 64 783 827 $  |
| 10.  | Risky Business                            | États-Unis d'Amérique                                      | Paul Brickman      | 63 541 777 $  |
| 11.  | Bonjour les vacances                      | États-Unis d'Amérique                                      | Harold Ramis       | 61 399 552 $  |
| 12.  | Superman 3                                | États-Unis d'Amérique · Royaume-Uni                        | Richard Lester     | 59 950 623 $  |
| 13.  | Les Copains d'abord                       | États-Unis d'Amérique                                      | Lawrence Kasdan    | 56 342 711 $  |
| 14.  | Jamais plus jamais                        | Royaume-Uni · États-Unis d'Amérique · Allemagne de l'Ouest | Irvin Kershner     | 55 432 841 $  |
| 15.  | Les Dents de la mer 3                     | États-Unis d'Amérique                                      | Joe Alves          | 45 517 055 $  |
| 16.  | Scarface                                  | États-Unis d'Amérique                                      | Brian De Palma     | 44 668 798 $  |
| 17.  | Tonnerre de feu                           | États-Unis d'Amérique                                      | John Badham        | 42 313 354 $  |
| 18.  | Yentl                                     | États-Unis d'Amérique                                      | Barbra Streisand   | 40 218 899 $  |
| 19.  | Le Mystère Silkwood                       | États-Unis d'Amérique                                      | Mike Nichols       | 35 615 609 $  |
| 20.  | Psychose 2                                | États-Unis d'Amérique                                      | Richard Franklin   | 34 725 000 $  |